# Campionato mondiale giovanile di scherma 1990
Il Campionato mondiale juniores di scherma del 1990 ("1990 World Juniors Fencing Championships") è stato organizzato dalla Federazione internazionale della scherma e si è svolto a Mödling in Austria dal 11 al 16 aprile.
Nel fioretto, si sono aggiudicati i titoli del campionato mondiale il francese Olivier Lambert, che ha battuto in finale il tedesco Thorsten Becker, e la tedesca Nicola Hein che ha avuto la meglio sull'italiana Giovanna Trillini.
Nella spada l'italiano Davide Burroni ha battuto in finale il polacco Piotr Molga, ottenendo il titolo mondiale juniores maschile, mentre tra le donne l'ucraina Viktoriya Titova ha superato l'italiana Roberta Giussani.
Nella sciabola l'ucraino Vadym Guttsayt prevale sul magiaro Gyorgy Boros.

## Podi

### Uomini
| Specialità  | Oro             | Argento         | Bronzo                            |
| Individuali |                 |                 |                                   |
| Fioretto    | Olivier Lambert | Thorsten Becker | Vladislav Pavlovič Hwang Joon-Suk |
| Spada       | Davide Burroni  | Piotr Molga     | Ivan Kovacs Daniel Lang           |
| Sciabola    | Vadym Guttsayt  | Gyorgy Boros    | Martin Wendel Valerij Pilkowski   |

### Donne
| Specialità  | Oro              | Argento           | Bronzo                                 |
| Individuali |                  |                   |                                        |
| Fioretto    | Nicola Hein      | Giovanna Trillini | Valentina Vezzali Marie-Hortense Ferry |
| Spada       | Viktoriya Titova | Roberta Giussani  | Diana Eoery Adrienn Hormay             |

## Medagliere
| Pos.   | Nazione       | Oro | Argento | Bronzo | Totale |
| ------ | ------------- | --- | ------- | ------ | ------ |
| 1      | Ucraina       | 2   | 0       | 0      | 2      |
| 2      | Italia        | 1   | 2       | 1      | 4      |
| 3      | Germania      | 1   | 1       | 1      | 3      |
| 4      | Francia       | 1   | 0       | 1      | 2      |
| 5      | Ungheria      | 0   | 1       | 3      | 4      |
| 6      | Polonia       | 0   | 1       | 0      | 1      |
| 7      | Russia        | 0   | 0       | 1      | 1      |
| 7      | Svizzera      | 0   | 0       | 1      | 1      |
| 7      | Corea del Sud | 0   | 0       | 1      | 1      |
| 7      | Lettonia      | 0   | 0       | 1      | 1      |
| Totale | Totale        | 5   | 5       | 10     | 20     |